# Tordy Géza
Tordy Géza (Budapest, 1938. május 1. – Budapest, 2024. március 30.) a Nemzet Színésze címmel kitüntetett, Kossuth-díjas és kétszeres Jászai Mari-díjas magyar színész, rendező, érdemes és kiváló művész, a Halhatatlanok Társulatának örökös tagja.

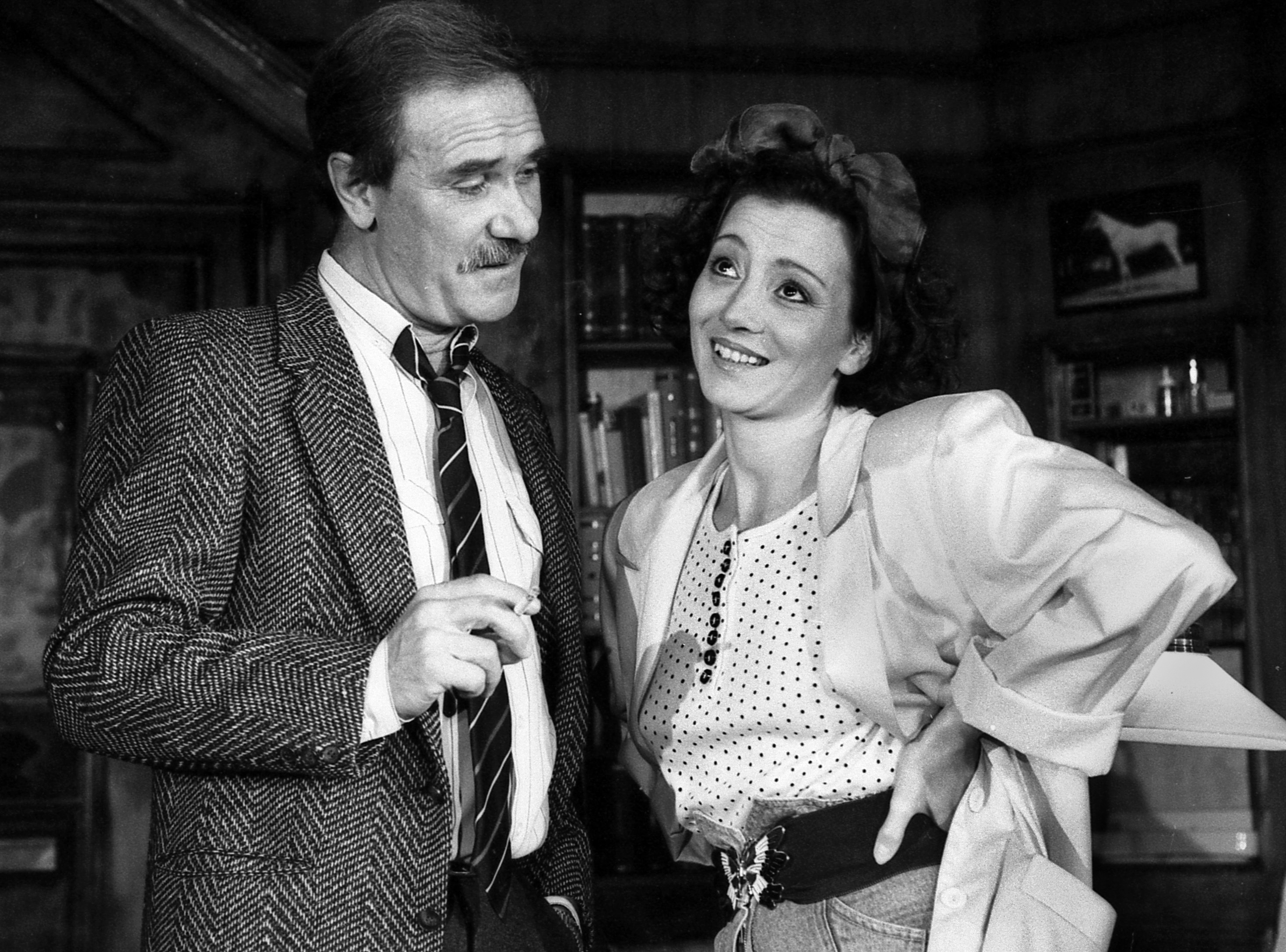
Pap Verával

## Pályája
Bár felvették a Színművészeti Főiskolára, 1956-ban nem indítottak osztályt, így főiskolát nem végzett. Pályáját 1956-ban Kaposvárott kezdte, ahol akkoriban Zách János volt az igazgató, a színházban Németh Antal dolgozott rendezőként.
1957-ben két évre Szegedre szerződött, ahol olyan színészek mellett játszott, mint Kátay Endre, Kovács János, Lakky József vagy Domján Edit. Versényi Ida, Komor István és Horvai István rendezéseiben dolgozott a két esztendőben. 1959-től a Magyar Néphadsereg Színháza, illetve a Vígszínház tagja lett. 1963–1967 között a Madách Színház társulatához tartozott. 1967-ben visszatért a Vígszínházba.
1982-től évekig tanított a Színház- és Filmművészeti Egyetemen. 1985-től 1988-ig rendezője, majd 1988-tól 1990-ig főrendezője volt a veszprémi Petőfi Színháznak. 1992-től 1995-ig a Győri Nemzeti Színház művészeti vezetője volt. 1995 és 2012 között a Budapesti Kamaraszínház főrendezőjeként működött.
Karaktere romantikus és modern hősök megformálásban egyaránt jól érvényesül. Játékában jól érzékelhető a figurák belső feszültsége, a közvetlen érzelmi töltet, az indulatok olykor vad szenvedélye.
1991-ben Kossuth-díjat kapott. 2008 júniusában a grémium választása alapján – az elhunyt Raksányi Gellért helyére – megkapta a Nemzet Színésze címet.
Szakmai pályáján legfontosabb mesterének Várkonyi Zoltánt tartotta, akivel a Vígszínházban és filmen dolgozott hosszú évekig.
2024. április 18-án helyezték örök nyugalomra a budapesti Farkasréti temetőben. Római katolikus szertartás szerint búcsúztatták, a szertartást Korzenszky Richárd, a Tihanyi Bencés Apátság volt perjele vezette. A búcsúztatón beszédet mondott Szőcs Artur, Ernyey Béla és Lukács Sándor.

### Magánélete
Öccse, Tordy Béla orvos.
Első felesége balerina volt, tőle született fia, Tordy András. Tímár Éva színésznőtől született nagyobbik lánya, Rita (1977). Harmadik feleségétől még egy lánya született. Korábban kapcsolatban élt Törőcsik Marival.
A nyarakat Tihanyban, a Cserhegy oldalában álló nyaralójában töltötte. A házat és a községet hol igazi, hol második otthonának tekintette.

## Színházi feladataiból

### Színművészként
- Koronázási szertartásjáték – István, Vörösmarty Színház (Asztrik koronázó érsek)[22]
- Ki lesz a bálanya, Pesti Színház[23]
- Szentivánéji álom
- Amerikai Elektra
- Az operaház fantomja
- Black Comedy – Játék a sötétben
- Caligula helytartója
- Lear király
- Marica grófnő
- Stuart Mária
- Őrült nők ketrece[24]
- Az ügynök halála
- A konyha[25]
- Sok hűhó semmiért
- Négy lába van a lónak mégis megbotlik
- Minden jó, ha vége jó
- Lulu
- Hazatérés
- Tangó
- Csongor és Tünde
- A mi kis városunk
- Élő holttest
- Fiúk, lányok, kutyák
- A szabin nők elrablása
- Az ezerkettedik éjszaka
- Svejk
- Ilyen nagy szerelem
- Egyedül
- Hivatalnok urak
- Egy csepp méz
- Háború és béke
- Idegen partok előtt
- A rágalom iskolája
- Cyrano de Bergerac
- Aki szelet vet
- Poloska

### Rendezőként
- Adáshiba
- A csütörtöki hölgyek
- A miniszter félrelép
- A vörös postakocsi
- Amerikai Elektra
- Az aranyember
- Az élő holttest
- Az ifjúság édes madara (dramaturgként is)
- Az öreg hölgy látogatása
- Boldogtalan hold
- Egerek és emberek
- A vágy villamosa
- Furcsa pár
- Liliom
- Lola Blau
- Mirandolina
- Othello, a velencei mór
- Pillantás a hídról
- Spencer
- Amadeus
- A nagy Romulus
- Bolond szél

## Filmszerepei
A mozivásznon szintén erőteljes jelenség: alakítását romantikus távlatok, az ösztönök és érzékek vad, mégis kontrollált bemutatása jellemzi. Meggyőzően alakította Baradlay Jenőt A kőszívű ember fiai filmadaptációjában. Olyan filmalkotásokban játszott, mint a Külvárosi legenda, a Fűre lépni szabad, a Húsz óra, a 80 huszár, a Klapka légió, az 1990-es Édes Anna, a Világszám!, illetőleg legutóbb az S.O.S. szerelem! c. filmben láthatta a közönség.
A Honfoglalás című, anyagilag és erkölcsileg egyaránt kedvezőtlen fogadtatású magyar filmben az Árpádot alakító Franco Nerót szinkronizálta.
- Hadik (2023) – Károlyi tábornok
- Presszó televíziós sorozat (2008)
- Tabló – Minden, ami egy nyomozás mögött van! (2008)
- S.O.S. szerelem! (2007) – miniszter
- Hangyaégetés (2006)
- Világszám! (2004)
- Árgyélus királyfi (2003) – mesélő (szinkronhang)
- Perlasca – Egy igaz ember története (2002)
- Ének a csodaszarvasról (2002) – szinkronhang
- A szivárvány harcosa (2001) – főszerkesztő
- Rendőrsztori televíziós sorozat (2000)
- Komédiások televíziós sorozat (2000) – Dr. Újváry Károly
- Az öt zsaru televíziós sorozat (1998) – Doki
- Szigetvári vértanúk (1996) – Zrínyi Miklós gróf
- Szarajevó kávéház (1996)
- A három testőr Afrikában (1996) – Őrmester
- Szemben a Lánchíd oroszlánja (1995)
- Helyet az ifjúságnak (1995)
- A párduc és a gödölye (1995)
- Kisváros (1993) – Wolf fegyverkereskedő
- Privát kopó (televíziós sorozat) (1993) – Lőrincz Ottó
- Az álommenedzser (1992)
- Édes Anna (1990)
- Erdély aranykora (1989) – I. Apafi Mihály, Erdély fejedelme
- Ítéletidő (1988)
- Gyilkosság két tételben (1988) – Kékesi Rezső
- Nyolc évszak televíziós sorozat (1987) – Géza
- A vörös grófnő (1985)
- Elcserélt szerelem (1984) – Dezső
- Klapka légió (1983) – Klapka György
- Sértés (1983)
- Viadukt (1982) – Balog
- A 78-as körzet televíziós sorozat (1982) – Roboz
- Gyilkosság a 31. emeleten (1980)
- Faustus (1980)
- Élve vagy halva (1979) – Szentgróthy kapitány
- A korona aranyból van (1979)
- Dániel (televíziós sorozat) (1978) – Józsi
- 80 huszár (1978) – Bódog Szilveszter
- Zokogó majom (1978)
- Küszöbök (televíziós sorozat) (1977)
- Petőfi 1-6. televíziós sorozat (1977) – Vörösmarty Mihály
- Amerikai cigaretta (1977) – Ebes László
- Fekete gyémántok (1976) – Gustaf Roné
- Bovári úr (TV-film) (1976)
- Hátország (1975) – Dezső
- A bolondok grófja (1974) – Pető
- Próbafelvétel (1974)
- Pirx kalandjai (1973)
- Hannibál utolsó útja (1973)
- Átmenő forgalom (1973)
- Hazai történetek (1972)
- Szerelmespár (1972)
- Tizennégy vértanú (1970) – Görgey Artúr
- A 0416-os szökevény (1970)
- Egri csillagok (1968) – Miklós deák
- Bors (1968) – Parádi Gusztáv
- Sok hűség semmiért (1966) – rádió riporter
- Húsz óra (1965) – Pali
- A kőszívű ember fiai (1964) – Baradlay Jenő
- A Tenkes kapitánya (1964) – vándordiák
- A tőr (1962) – Fiú
- Lopott boldogság (1962) – Fuser
- Nem ér a nevem (1961) – Szabó Laci
- Megöltek egy lányt (1961) – rikkancs
- Fűre lépni szabad (1960) – Kárász Lali
- Kálvária (1960) – Tóth Jani
- Álmatlan évek (1959)
- Akiket a pacsirta elkísér (1959) – Varga Sándor
- Külvárosi legenda (1957) – Ambrus Pista

### Szinkronszerepei
Népszerű szinkronszínész. Fontosabb filmjeiben (Keresztapa, Utolsó tangó Párizsban) gyakran volt Marlon Brando magyar hangja. Több alkalommal szinkronizálta Gérald Philipet, Jack Nicholsont, Robert De Nirót, Anthony Hopkinst, Kevin Kline-t, James Caant, Burt Reynoldsot, Gene Hackmant, és Angelina Jolie édesapjának, az Oscar-díjas Jon Voightnak, valamint Robin Williamsnek is gyakori szinkronhangja, illetve ő volt Götz George leggyakoribb magyar hangja a Tetthely és a Schimanski visszatér című sorozatokban.
| Cím                                                        | Év        | Szerep                                                 | A szinkronizált színész |
| ---------------------------------------------------------- | --------- | ------------------------------------------------------ | ----------------------- |
| Óz, a csodák csodája (3. szinkron)                         | 1939      | Óz / Kocsis / Smaragdváros kapuőre / Marvel professzor | Frank Morgan            |
| A búcsú (1. szinkron)                                      | 1960      | Robert Mertens                                         | Götz George             |
| Térden állva jövök hozzád                                  | 1964      | Gianni Traimonti                                       | Gianni Morandi          |
| A halál ötven órája                                        | 1965      | Kiley Kiley                                            | Henry Fonda             |
| A régi nyár                                                | 1970      | báró Pataky Miklós                                     | Hanhs Wahlgren          |
| A Keresztapa (2. szinkron)                                 | 1972      | Don Vito Corleone                                      | Marlon Brando           |
| Utolsó tangó Párizsban                                     | 1972      | Paul                                                   | Marlon Brando           |
| Petrocelli                                                 | 1974      | Tony Petrocelli ügyvéd                                 | Barry Newman            |
| Gyalog galopp                                              | 1975      | Sir Lancelot / Harmadik paraszt                        | John Cleese             |
| Gyalog galopp                                              | 1975      | Jobb fej                                               | Michael Palin           |
| Akit Buldózernek hívtak                                    | 1978      | Kempfer őrmester                                       | Raimund Harmstorf       |
| Derrick – V/8. rész: Gitárszóló Margarétának (1. szinkron) | 1978      | Alexis                                                 | Horst Buchholz          |
| Dühöngő bika                                               | 1980      | Jake La Motta                                          | Robert De Niro          |
| Mégis kinek az élete?                                      | 1981      | Ken Harrison                                           | Richard Dreyfuss        |
| Tetthely                                                   | 1981–1991 | Horst Schimanski főfelügyelő                           | Götz George             |
| Ikrek                                                      | 1988      | Julius Benedict                                        | Arnold Schwarzenegger   |
| Éjszakai Rohanás                                           | 1988      | Jack Walsh                                             | Robert De Niro          |
| Családi ügy                                                | 1989      | Jesse                                                  | Sean Connery            |
| Holt költők társasága                                      | 1989      | John Keating                                           | Robin Williams          |
| Tortúra                                                    | 1990      | Paul Sheldon                                           | James Caan              |
| Twin Peaks                                                 | 1990–91   | Windom Earl                                            | Kenneth Welsh           |
| Menekülés az éjszakába                                     | 1995      | Freddy Gale                                            | Jack Nicholson          |
| Esthajnalcsillag                                           | 1996      | Garrett Breedlove                                      | Jack Nicholson          |
| Good Will Hunting                                          | 1997      | Sean Maguire                                           | Robin Williams          |
| Rossini                                                    | 1997      | Uhu Zigenuer                                           | Götz George             |
| Schimanski visszatér                                       | 1997–2013 | Horst Schimanski                                       | Götz George             |
| Blöff                                                      | 2000      | Abraham Denovitz („Avi kuzin”)                         | Dennis Farina           |
| A reklám helye                                             | 2001      | Eddie Keminsky                                         | Götz George             |
| A szerelem vakká tesz                                      | 2001      | Alexander Stahlberg                                    | Götz George             |
| Minden végzet nehéz                                        | 2003      | Harry Sanborn                                          | Jack Nicholson          |
| Az utolsó adás                                             | 2006      | Guy Noir                                               | Kevin Kline             |
| A Quantum csendje                                          | 2008      | Mathis                                                 | Giancarlo Giannini      |
| Viharsziget                                                | 2010      | Dr. Jeremiah Naehring                                  | Max von Sydow           |
| A rítus                                                    | 2011      | Lucas atya                                             | Anthony Hopkins         |
| Thor                                                       | 2011      | Odin                                                   | Anthony Hopkins         |
| The Walking Dead                                           | 2011–2014 | Hershel Greene                                         | Scott Wilson            |

## Cd-k, hangoskönyvek, rádiójátékok
- Mándy Iván: Megdöflek a versem végén! (1955)
- Ernest Hemingway: Az öreg halász és a tenger
- Katherine Mansfield: Ártatlan szív (1959)
- Gyárfás Endre: Egy pillanat gyümölcse (1961)
- Hársing Lajos-László Endre: Mikrofon a gomblyukban (1961)
- Vagyim Kozsevnyikov: Ismerjék meg Balujevet! (1961)
- Vidor Miklós: Fej, vagy írás? (1961)
- Fésűs Éva: A kíváncsi királykisasszony (1962)
- Friedrich Dürrenmatt: Herkules és Augiász istállója (1962)
- Hollós Korvin Lajos: Pázmán lovag (1962)
- Jókai Mór: A kőszívű ember fiai (1962)
- Jules Verne: A Begum 500 milliója (1962)
- Mikszáth Kálmán: Az öreg Dankó bácsi (1962)
- Viktor Rozov: A-B-C-D... (1962)
- Csetényi Anikó: A második bakter (1963)
- Donászy Magda: A Sültkrumpli-őrs (1963)
- Günter Eich: Allahnak 100 neve van (1963)
- Jókai Mór: És mégis mozog a föld... (1963)
- Neményi Kázmér: Mosolygó Itália (1963)
- Barsi Dénes: Eltűnik a vajdakincs (1964)
- Kékesdi Gyula: Új élet küszöbén (1964)
- Leonid Leonov: Hóvihar (1964)
- Móricz Zsigmond: Az isten háta mögött (1964)
- Solymosi Ottó: Autó az iskola előtt (1964)
- Turner, David: Mr. Midway vasárnapja (1964)
- Bokor Péter: Elloptak egy Nobel-díjat (1965)
- Eich, Günther: A viterbói lányok (1965)
- Ernest Hemingway: Álmok városa (1965)
- Jevgenyij Svarc: A két juharfa (1965)
- Katherine MacLean: A képernyő nem hazudik (1966)
- Thornton Wilder: Szent Lajos király hídja (1966)
- Somerset Maugham: Téli utazás (1967)
- Donald Honig: Mibe kerül 500000 dollár? (1968)
- László Anna: Egy keresztespók tapasztalatai (1968)
- Sobor Antal: Éjszaka hazamentek a katonák (1970)
- Áprily Lajos: Idahegyi pásztorok (1971)
- Dosztojevszkij: A Karamazov testvérek (1971)
- László Anna: Árhullámok (1973)
- René de Obaldia: A vak könnyei (1974)
- Vészi Endre: Földszint és emelet (1974)
- Honoré de Balzac: Éva lánya (1975)
- Galgóczi Erzsébet: Nyári gyakorlat (1975)
- Puskás Károly: Irodalmi séta Prágában (1975)
- Jan Milcak: Macska (1975)
- Boy, Lornsen: Robi, Tóbi és a Töfröcsó (1976)
- Raszkolnyikov - Jelenetek Dosztojevszkij Bűn és bűnhődés című regényéből (1976)
- Simonffy András: A világlecsó (1976)
- Cibula, Václav: Közönséges szombat (1977)
- Courteline, George: Családi jelenet (1977)
- Gárdonyi Géza: A láthatatlan ember (1977)
- Zoltán Péter: Nofretete (1979)
- Lendvay György: Holnap kupaszerda (1980)
- Prosper Mérimée: Az etruszk váza (1980)
- Theun de Vries: Spinoza (1980)
- Denis Diderot: Mindenmindegy Jakab meg a gazdája (1981)
- Michel Gosselin: Csak még egy kérdést (1981)
- Don Haworth: Csütörtök esti epizód (1982)
- Kemény Zsigmond: A szerelem élete (1982)
- Dékány András: Kossuth Lajos tengerésze (1983)
- Thury Zoltán: Katonák (1983)
- Zajc, Dane: Kukurikú, avagy a kakas összeszedi magát (1983)
- Dino Buzzati: A nagy képmás (1984)
- Eljössz hozzám karácsonykor? (1985)
- Mándy Iván: Ismerkedő (1986)
- P. G. Wodehouse: P. G. Wodehouse meséli (1986)
- Jákovosz Kambanélisz: Sok hűhó Rodoszért (1987)
- L'ubomír Feldek: Jánosik a la Couperin (1988)
- Kárpáti Péter: Egy röpke szóban (1991)
- Zilahy Lajos: Tűzmadár (1991)
- Bulgakov: Színházi regény (1992)
- Sean O'Casey: Az eke és a csillagok (1993)
- Páskándi Géza: Augustus katonái (1994)
- Vidor Miklós: Nyári játékok (1994)
- Lét s nemlét, írók, irodalom – Cholnoky Viktor három jelenete (1995)
- Németh László: Az írás ördöge (1995)
- Az Önök tudósítója: Ernest Hemingway (1999)
- Szilágyi Andor: Leánder és Lenszirom (2000)
- Nagy András: Arad, éjjel (2003)
- Páskándi Géza: Begyűjtött vallomásaim (2009)
- Rakovszky Zsuzsa: Látogatások (2010)
- Dragomán György: Kalucsni (2011)

## Díjai
- Jászai Mari-díj (1970, 1977)
- Hegedűs Gyula-emlékgyűrű (1973)
- Ajtay Andor-emlékdíj (1977, 1987)
- Érdemes művész (1980)
- Ruttkai Éva-emlékdíj (1987)
- Kiváló művész (1988)
- Kossuth-díj (1991)
- A Magyar Köztársasági Érdemrend tisztikeresztje (1998)
- Bilicsi-díj (2001)
- Gundel művészeti díj (2002)
- Örökös tag a Halhatatlanok Társulatában (2005)
- A Nemzet Színésze (2008)
- A Magyar Köztársasági Érdemrend középkeresztje (2008)
- Prima Primissima díj (2011)